# Rinascimento in Abruzzo e Molise

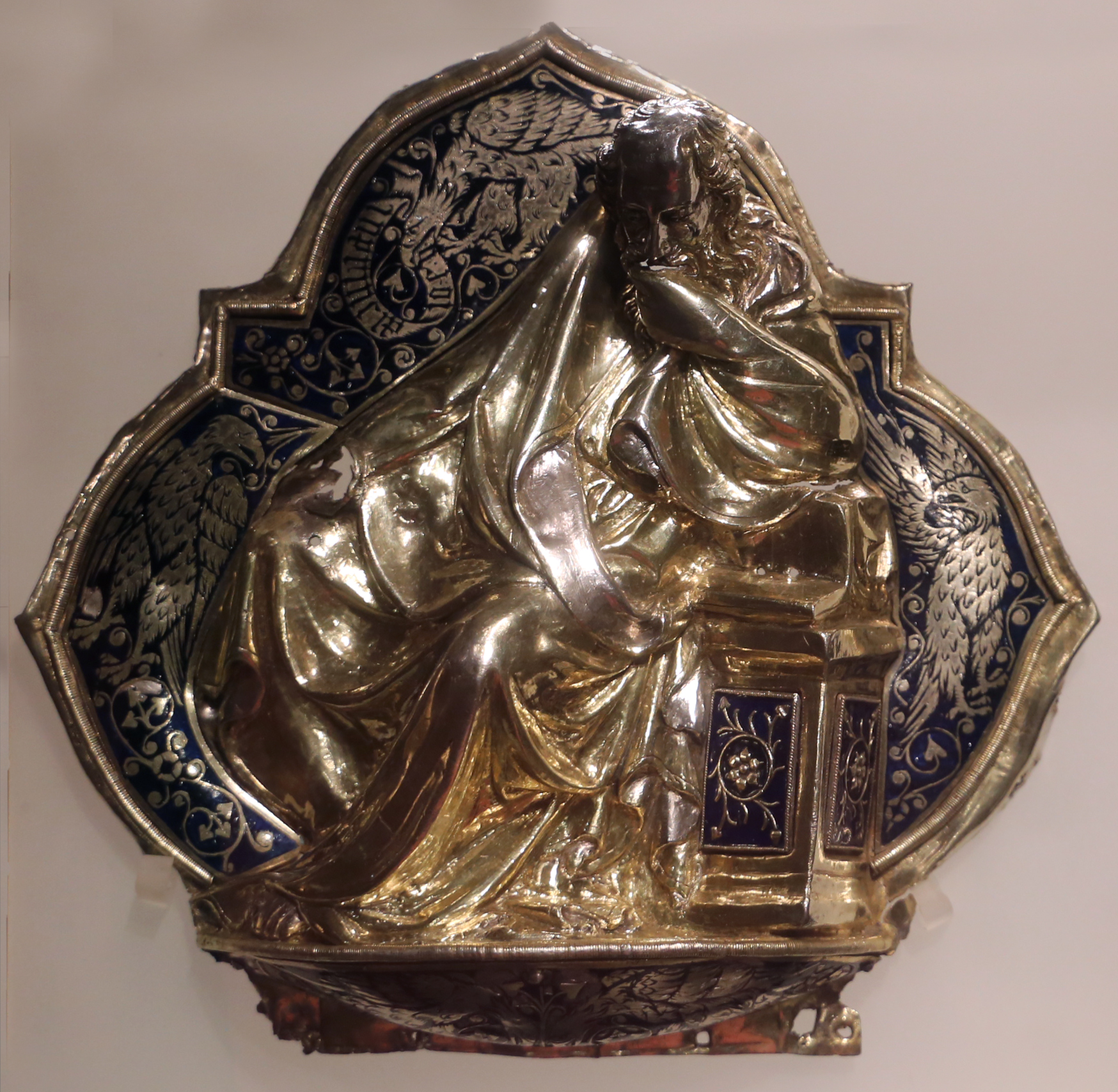
Nicola da Guardiagrele, frammenti della croce d'argento della collegiata di Guardiagrele, 1431, dettaglio con Giovanni Evangelista

Il Rinascimento in Abruzzo e Molise fu una stagione culturale che coinvolse le due regioni italiane a partire dalla metà del XV secolo.

## Sviluppo
In Abruzzo l'arte rinascimentale conobbe una prima introduzione con l'opera di Nicola da Guardiagrele, che fu orafo e scultore in bilico tra Tardo Gotico e Rinascimento, allievo diretto di Lorenzo Ghiberti a Firenze. 

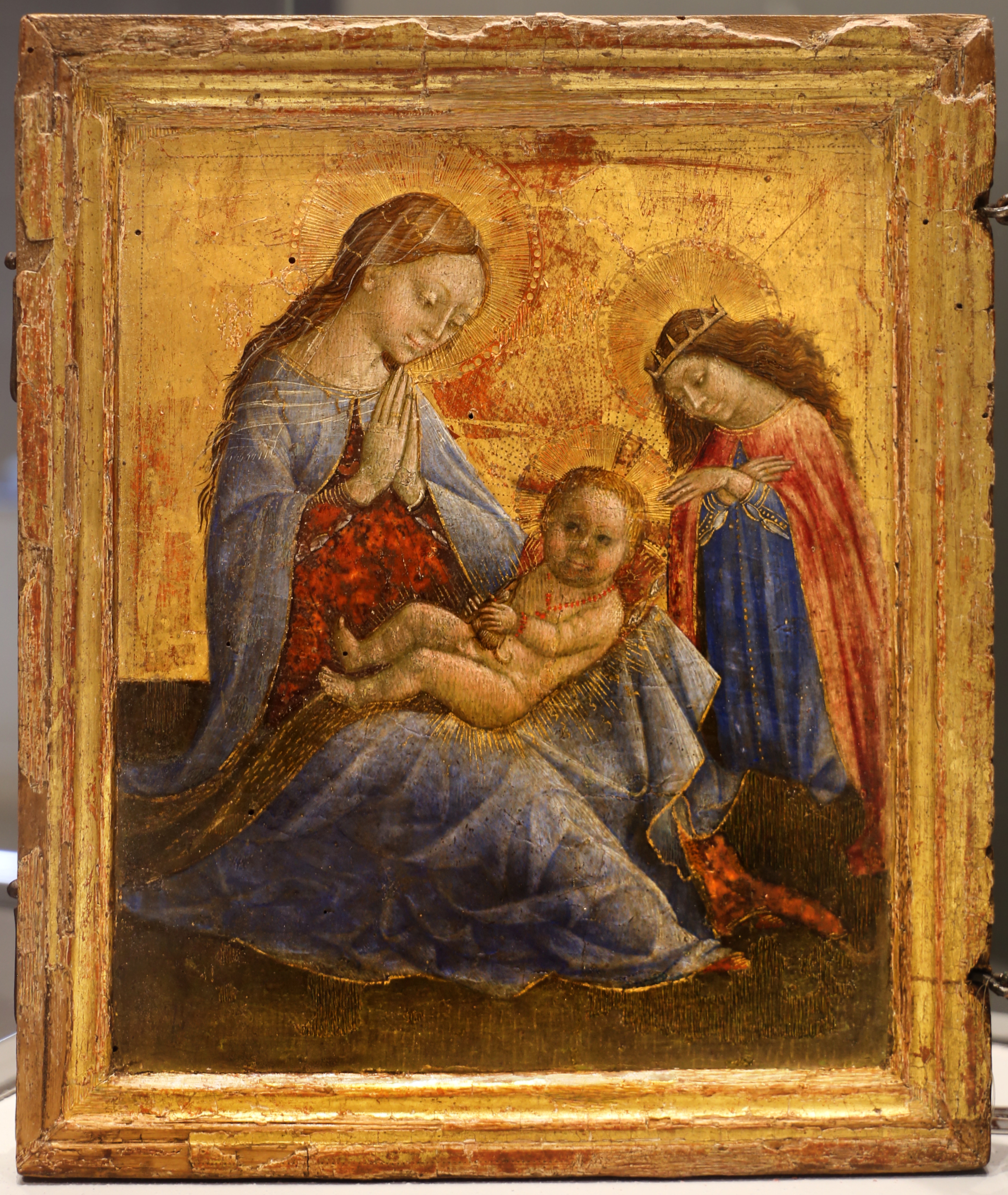
Andrea del Litio, scomparto di altarolo con Sposalizio mistico di santa Caterina d'Alessandria, da Santa Maria la Nova a Cellino Attanasio, oggi al Museo nazionale d'Abruzzo

Si diffuse poi sia grazie al vasto programma culturale proposto dalla famiglia Acquaviva nel teramano, nel ducato di Atri, in cui tra i famosi artisti il più celebre fu Andrea De Litio, sia a causa delle ricostruzioni dovute al primo grande terremoto dell'Aquila del 1461. Presso la città l'opera rinascimentale di maggior rilievo è la basilica di San Bernardino, costruita a partire dal 1454, dieci anni dopo la morte in loco del predicatore senese. La facciata fu iniziata nel 1524 da Cola dell'Amatrice e terminata nel 1542, e costituisce l'apparato più significativo della struttura, ispirata a un progetto di Michelangelo Buonarroti. Nella città aquilana intervennero tra la seconda metà del '400 e per gran parte del '500 le maggiori maestranze locali, come Andrea De Litio, Silvestro dell'Aquila, Francesco da Montereale e Saturnino Gatti, che beneficiarono del mecenatismo delle famiglie locali quali i Branconio, gli Alfieri e i De Nardis. In particolare Giovanni Battista Branconio nel XV secolo volle rinnovare il palazzo gentilizio, che fu affrescato con le scene di vita di San Clemente, oggi noto come Palazzo Farinosi Branconi. Nel campo scultoreo fu perfezionata la tecnica del legno intagliato, data la ricca produzione di sculture sacre, spesso Madonne con Bambino, circolanti in città. Molte di queste furono realizzate da Silvestro, che nel 1500 s'incaricò anche di firmare il monumento commemorativo a Bernardino da Siena nella basilica, costruendo il mausoleo di San Bernardino.
Nel campo pittorico Andrea De Litio si occupò di affrescare le lunette delle chiese, assieme ad Antonio da Atri, mentre Saturnino Gatti tradusse in Abruzzo lo stile classico del rinascimento fiorentino, negli esempi del ciclo di affreschi vivace e solenne della chiesa di San Panfilo a Tornimparte, realizzato nella prima metà del '500.

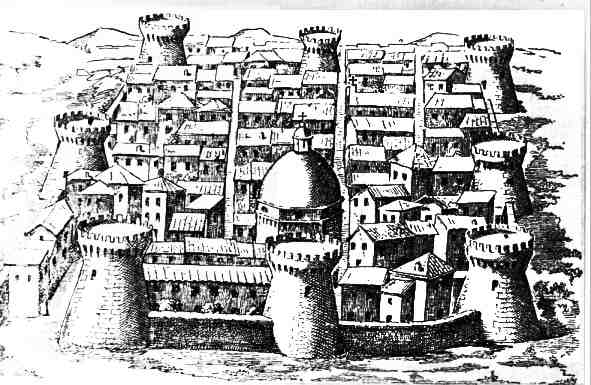
La città ideale di Giulia Nova

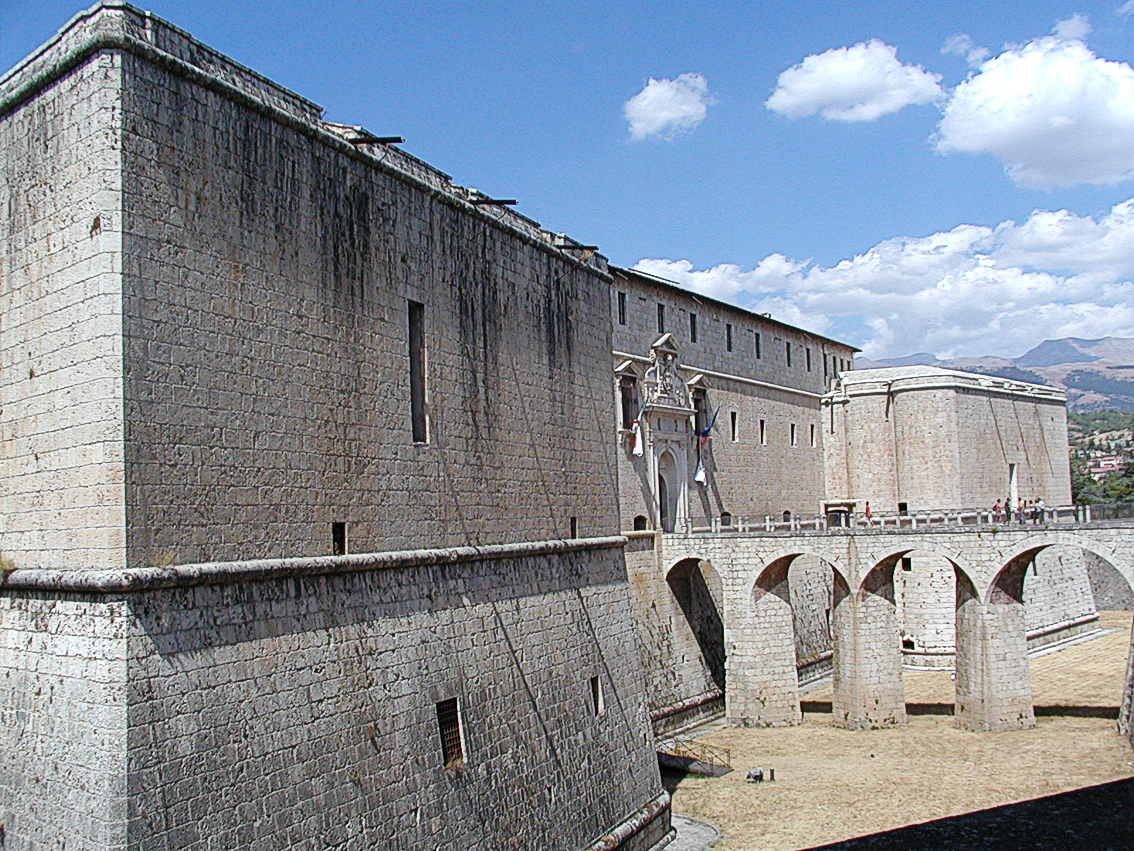
La Fortezza spagnola dell'Aquila

Presso il teramano si sviluppò al livello architettonico una tecnica unica di realizzazione delle torri campanarie. La proposta di Antonio da Lodi, attivo nella seconda metà del '400, voleva imponenti e svettanti torri campanarie delle chiese principali dei maggiori centri dell'Abruzzo Ultra, costituite da base quadrata in blocchi di pietra, e innalzamento dei settori in mattoni, con ornamenti di vario tipo, spesso tendenti al gotico.
Campo di libertà artistica era la parte della sommità delle torri, ornate di merlature, beccatelli, cornici e lanterne centrali che servivano a tenere la cuspide ottagonale, o conica. Simili torri furono commissionate a Teramo, Atri, Città Sant'Angelo, Campli e Chieti. La più importante è la torre del Duomo di Teramo di Antonio da Lodi, realizzata alla fine del '400.
Presso la corte del ducato d'Atri, Giulio Antonio Acquaviva volle la costruzione di una "città ideale" nel 1471 presso il vecchio abitato di Castrum Sancti Flaviani, che fu interamente ricostruito sotto un preciso progetto architettonico rinascimentale, e nominato "Giulia Nova", ossia Giulianova. Tale città era dotata di un sistema fortificato lineare a pianta quadrata con tre torri per ciascun lato, e vie principali del cardo e decumano che conducevano alla piazza principale del Duomo di San Flaviano.
Presso la capitale di Atri invece il pittore abruzzese Andrea De Litio fu impegnato dal 1461 al 1480 nella realizzazione del ciclo di affreschi del presbiterio della Cattedrale di Santa Maria Assunta, e successivamente nella pittura degli oltre cento affreschi delle Storie della vita di Gesù e Maria, con altrettanti affreschi presso le colonne della navata rappresentanti i santi e i Padri della Chiesa.
Nel campo militare dal 1510 Carlo V promosse la costruzione del Fortino del Pescara presso la foce del fiume Aterno-Pescara (dove oggi sorge la moderna città), fortezza all'avanguardia per respingere meglio gli attacchi degli Ottomani sulla costa. Ugualmente il sistema fortificato delle torri costiere del Regno si dilatò in tutte le principali città abruzzesi, del quale solo alcuni esempi come Torre di Cerrano e Torre della Vibrata presso Pineto sono ancora intatte.
Presso L'Aquila, sconfitta in una battaglia politica di potere contro il viceré spagnolo Pedro Alvarez de Toledo, fu avviata nel 1534 la costruzione del Forte spagnolo a spese della città, che tuttavia si dimostrò uno dei complessi fortificati d'incastellamento più moderni dell'epoca nel Regno di Napoli.
Nel 1574 venne ampliata anche la fortezza borbonica a Civitella del Tronto, dotata di un Palazzo del Governatore, di un'armeria e di una cappella cristiana.
Nell'hinterland teramano altre strutture religiose minori di interesse romanico, che furono costruite o restaurate in stile rinascimentale, sono la chiesa di Sant'Andrea a Castelbasso, di ispirazione tardogotica, la chiesa di San Giovanni a Castelnuovo di Campli e la chiesa di Santa Maria del Soccorso a Tortoreto Alto.

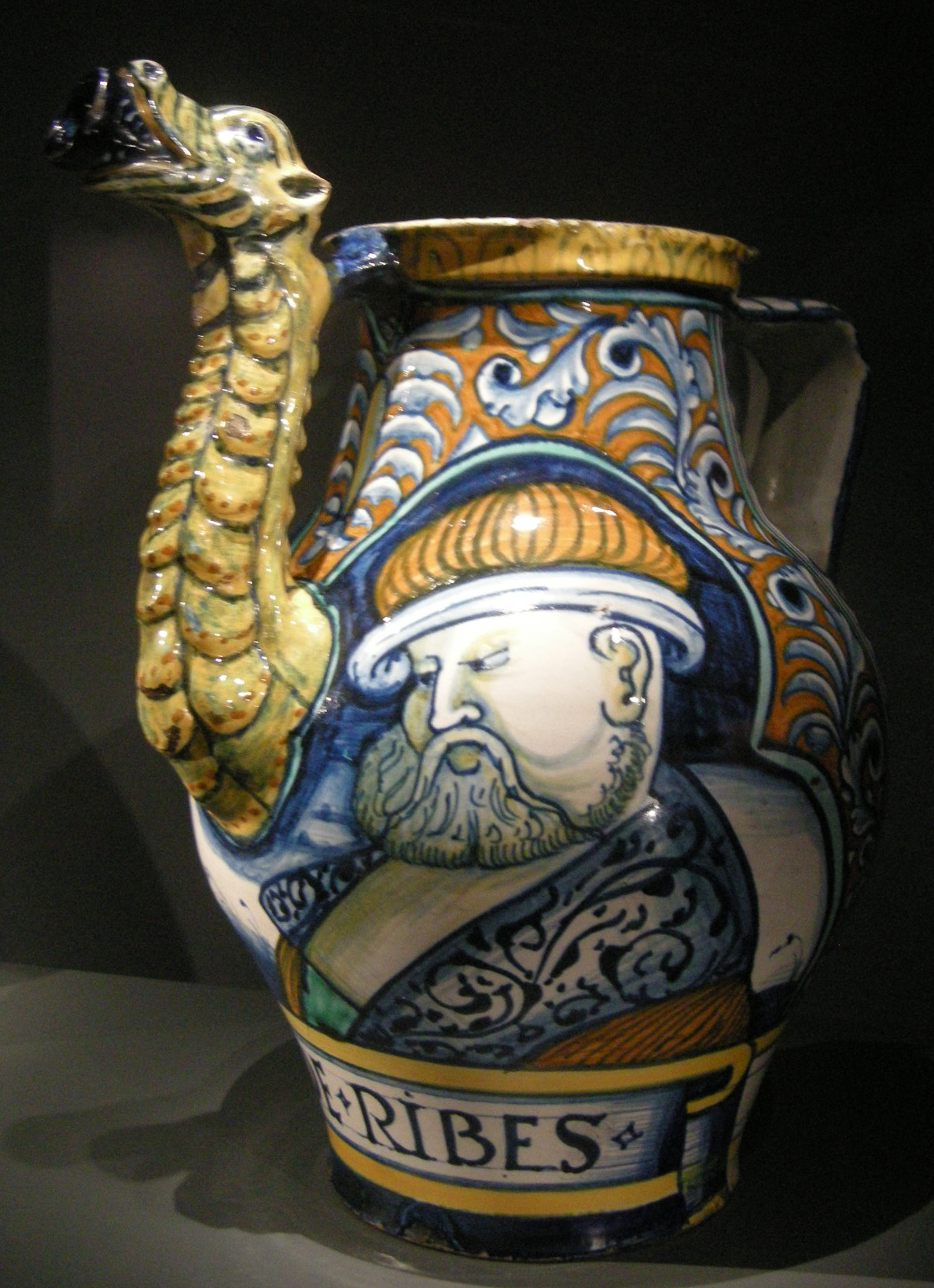
Castelli, vaso per sciroppo di ribes, 1530-1565 circa, National Gallery of Victoria

Nella zona di Penne e Loreto Aprutino si andò sviluppando nell'avanzato '500 l'arte della lavorazione della maiolica di Castelli, che comportava la realizzazione di oggetti ad uso quotidiano con l'abbellimento di dipinti di argomento pastorale o bucolico, che pian piano assunse una chiara connotazione artistica. Botteghe sorsero a Loreto e Castelli, rappresentate dalle famiglie Grue e Gentile, tra le più influenti, che sperimentarono varie tipologie di cromatura. Molte maioliche furono prodotte anche a Rapino, presso Chieti e a Lanciano, che andarono a ornare alcune principali chiese campestri come la parrocchia dell'Iconicella e Santa Liberata. Nella città del Miracolo Eucaristico di rinascimentale ci è giunto solo un ciclo di affreschi della chiesa santuario di San Francesco, risalenti al XVI secolo, che mostrano scene tratte dai Vangeli apocrifi.
Nell'Abruzzo Ultra-Citeriore cicli pittorici rinascimentali furono eseguiti anche a Loreto Aprutino nell'abbazia di Santa Maria in Piano, nell'affresco del Giudizio Universale della metà del XV secolo, in varie chiese della città di Chieti e a Penne. Molti di questi sono stati traslati nel Museo civico diocesano. Purtroppo gran parte della produzione quattro-cinquecentesca realizzata nei centri nella Marsica e nella valle Peligna sono andati perduti a causa delle distruzioni dei terremoti del 1706 e del 1915. Presso la Marsica, a confine con l'hinterland aquilano nell'Altopiano delle Rocche, si sono conservati solo gli affreschi cinquecenteschi dell'Abbazia di San Giovanni Battista di Lucoli.

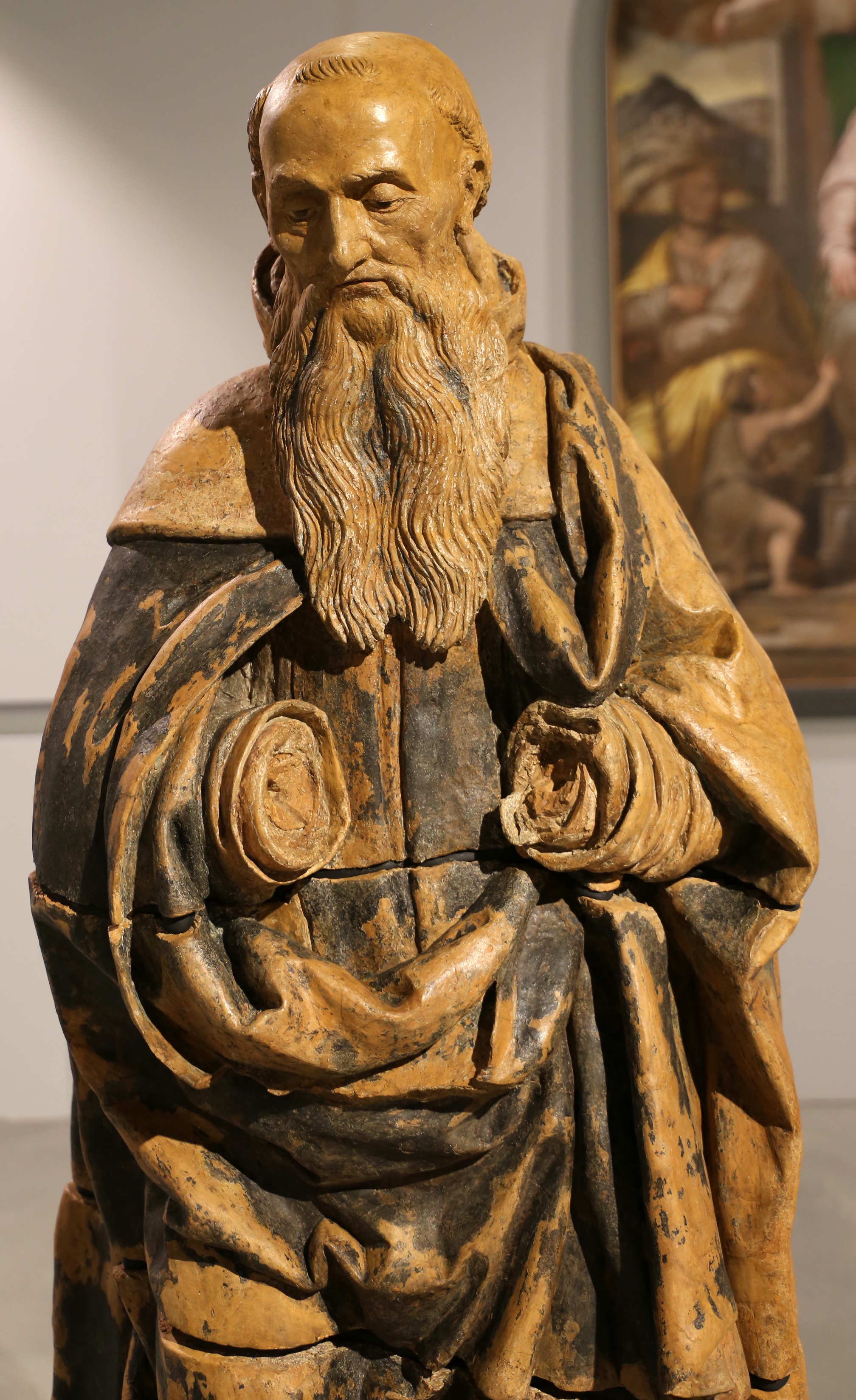
Saturnino Gatti, Sant'Antonio Abate, 1512 ca., da Santa Maria del Ponte a Tione (AQ), oggi al Museo nazionale d'Abruzzo

Il Molise, sempre a causa dei terremoti e ricostruzioni, si è conservato poco della produzione rinascimentale, ma si può dire che fu usata sia per la decorazione di palazzi gentilizi, che come nuovo stile per il restauro delle vecchie chiese medievali. Esempi di palazzi gentilizia si hanno a Campobasso, Larino e soprattutto al Castello di Capua a Gambatesa, dove gli affreschi sono parietali, e usati nella squisita forma di rappresentare una stanza nella stanza con finti panneggi e false aperture di portali classici. Anche il Castello Pandone di Venafro mostra agli interni degli eleganti dipinti equestri, considerati un caso unico nella regione. Chiese rinascimentali invece, che hanno più o meno conservato l'aspetto originario, sono le parrocchie di Agnone, specialmente la chiesa conventuale di San Francesco d'Assisi, l'eremo dei Santi Cosma e Damiano a Isernia e la collegiata di Guglionesi.